# 狩野山楽

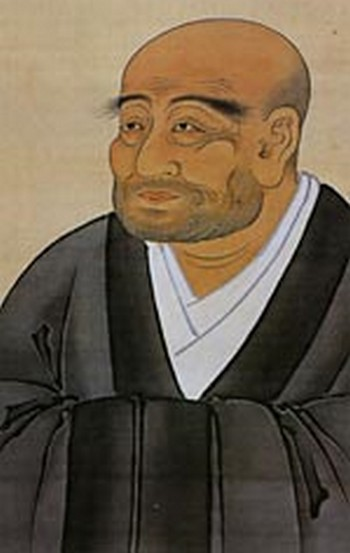
狩野山楽像（伝木村香雪筆、京都国立博物館蔵）

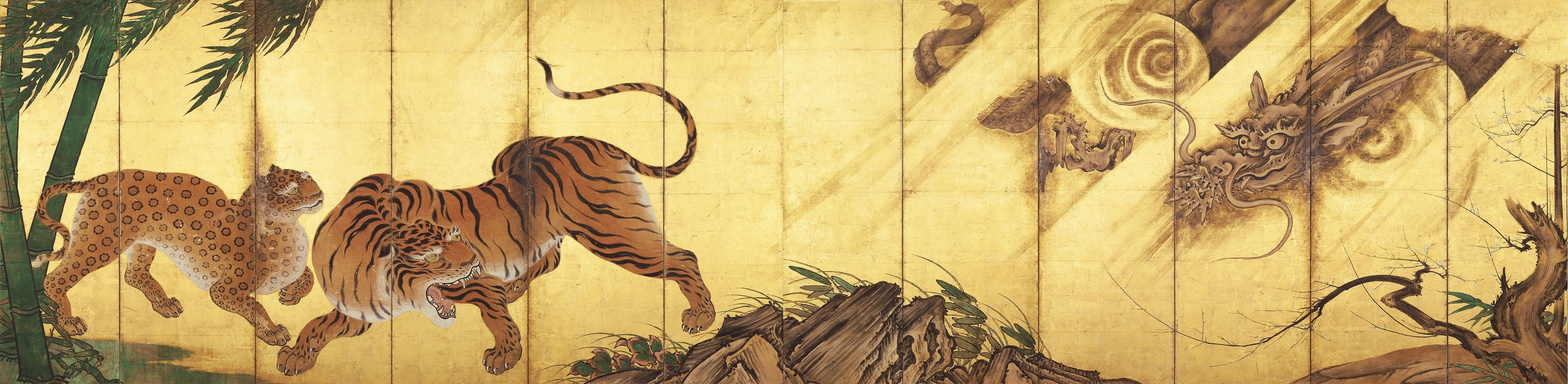
龍虎図屏風

牡丹図襖（大覚寺宸殿障壁画）

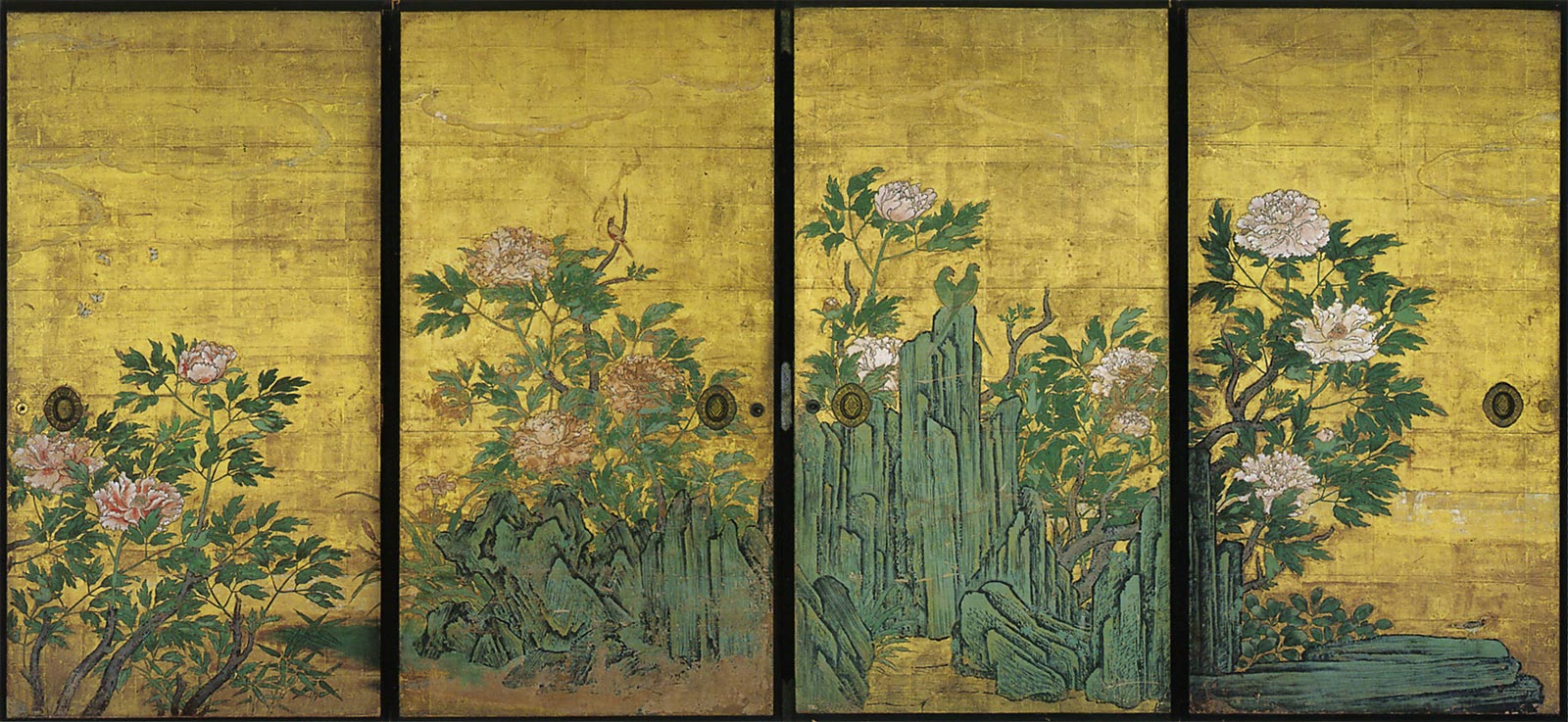
牡丹図襖（大覚寺宸殿障壁画）

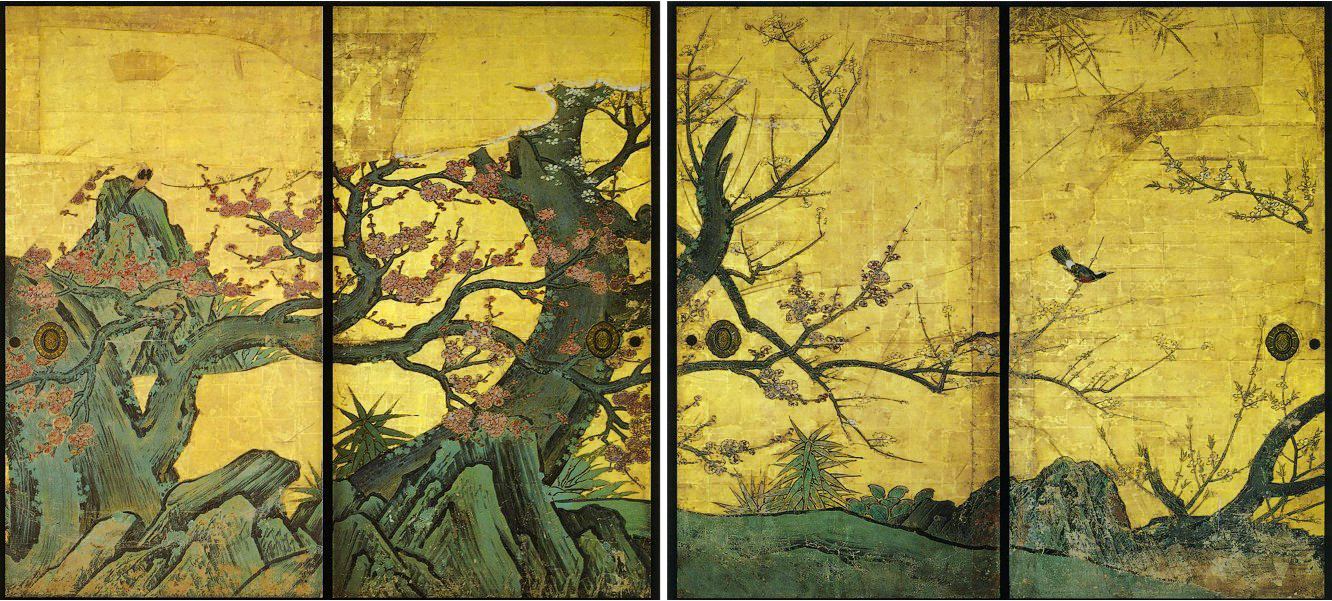
紅梅図襖（大覚寺宸殿障壁画）

狩野 山楽（かのう さんらく、永禄2年（1559年） - 寛永12年8月19日（1635年9月30日））は、安土桃山時代から江戸時代初期の狩野派の絵師。狩野山雪の養父。
狩野一族ではないが狩野永徳の門下に入り改姓、永徳亡き後は豊臣秀吉・秀頼父子の2代に渡り絵師として豊臣氏に仕えた。そうした経歴が災いして窮地に陥るも九条幸家らの助命嘆願で救われ、彼を中心とする関係者に作品を提供する一方で江戸幕府からの注文もこなし、障壁画・屏風に永徳風の作品を残した。江戸へ移った狩野派と疎遠になり、京都に留まった山楽の子孫は京狩野と称された。

## 経歴

### 狩野派の門下に入る
元禄6年（1693年）に山楽の孫狩野永納が書いた『本朝画史』によると、浅井長政の家臣木村永光の子・木村光頼として近江国蒲生郡に生まれる。幼名は平三。『本朝画史』とは別に、永納が提供した情報を参考にして寛文9年（1669年）に林鵞峰がまとめた史料である『狩野永納家伝画軸序』でも山楽の出自が記され、母は伝承では益田氏、山楽は佐々木氏の末裔かと記されている。父・永光は余技として狩野元信に絵を習っていた。
天正元年（1573年）の15歳の時、浅井氏が織田信長によって滅ぼされてからは豊臣秀吉に仕え、秀吉の命により狩野永徳門下となる。『本朝画史』では秀吉の命で永徳と父子の義を結び狩野姓を許され、修理亮を称したが、それが何時なのかは分かっていない。また山楽はこの時、武士の身分を捨てることを躊躇し多くの役職を務めたという。
天正年間に正親町上皇の仙洞御所障壁画（現南禅寺本坊大方丈障壁画）の作製に加わったとされ、天正14年（1586年）に完成した御所の障壁画で永徳の作品と考えられている絵は『群仙図襖』、山楽が描いた可能性がある絵は『松に麝香猫図襖』と見られている。また天正18年（1590年）に永徳が東福寺法堂天井画の制作中に病で倒れると（9月14日に死去）、秀吉の命で山楽が引き継いで完成させた。このことから、永徳の後継者として期待されていたことが窺える（天井画は明治時代に焼失し現存しない）。永徳作『檜図屏風』についても、永徳と山楽それぞれの作品との比較から山楽作ではないかとされている。

### 豊臣氏絵師として活動
以後、豊臣氏の関係の諸作事に関わり、大坂に留まって制作に励んだ。秀吉が建てた伏見城障壁画制作に関わったとされるが、伏見城は慶長5年（1600年）に伏見城の戦いで破損、徳川家康が再建した伏見城の障壁画制作にも参加したという。慶長10年（1605年）頃に建てられた本丸御殿の障壁画が山楽作と考えられ、本丸御殿が伏見城廃城で大坂城、南禅寺塔頭金地院を経て承応2年（1653年）に正伝寺方丈として移築されると、障壁画も正伝寺に移され山水図として現存している。秀吉の息子豊臣秀頼にも仕え、慶長5年に秀頼が再興した四天王寺の聖徳太子絵伝壁画を制作（現存せず）、慶長11年（1606年）に同じく秀頼が再興した金剛寺に三十六歌仙扁額を描いた。他の作品は、慶長19年（1614年）6月1日に安養寺喜兵衛が豊国神社に奉納した『繋馬図絵馬』（現妙法院）が挙げられる。この大坂住まいの頃から山楽を号したとされるが、時期は明らかでない。
一方、狩野派本家との繋がりも保たれていることが確認され、土佐派関係の文書『土佐家文書』に土佐光吉へ宛てた山楽の書状が5通あり、年代は不明だが内容からある程度特定されている。書状は秀頼の意向を受けた片桐且元が指揮した『平家物語屏風』に関わる内容が書かれており、山楽は永徳の長男狩野光信の指揮下で仕事をしていたこと、光吉には書状で仕事を報告していることから、屏風は彼等との共同制作で進めていたことが確認されていて、書状が書かれた時期の下限は光信が京都を離れて江戸へ向かう1年前の慶長10年、上限は且元が秀頼の家老になる慶長6年（1601年）と特定された。書状の時期は慶長9年（1604年）とする解釈もあるが、大阪芸術大学教授五十嵐公一は九条家新御殿の障壁画制作と重なることから否定している。
豊臣氏には淀殿をはじめとして浅井氏旧臣が多く、山楽が重く用いられたのも、浅井氏に縁のある山楽の出自が理由だと思われる。慶長末年には大覚寺宸殿障壁画制作に腕をふるっている。
この間、慶長10年に千賀彦三を弟子に入れ、娘の竹を娶せて平四郎と改名、狩野姓も授けて婿養子（狩野山雪）として迎えた。山雪の結婚と改姓の時期はいずれも不明だが、山雪が那波活所に送った『西湖十景図扇面画』に活所が書いた詩に山雪が狩野姓で記されていたこと、藤原惺窩が作った題詠に元和5年（1619年）5月10日の日付があることから、遅くとも元和5年までには竹の婿となり狩野姓を授けられたことが推察される。

### 九条家に接近
慶長9年に九条幸家と淀殿の姪完子の結婚が行われるが、淀殿が2人へ提供した新築（九条家新御殿）の障壁画制作に山楽を抜擢したことがきっかけに幸家と山楽の関係が始まった。幸家の家臣信濃小路季重が残した九条家当主の日記の抄録から山楽は10余りの建物からなる御殿のいくつかの部屋に源氏物語・百馬などを描いたことが記され、御殿の絵は詳細が分からないが、東京国立博物館に保管されている『車争図屏風』は襖絵を4曲1隻の屏風にした作品で、御殿の部屋の1つ源氏之間にあった襖絵の一部と考えられている。ただし、山楽と一緒に絵を描いたとされる山雪については、山楽の弟子になったのが御殿新築から翌年の慶長10年となっているため疑問視されている。
幸家と山楽の関係は慶長20年（元和元年・1615年）になると親密になる。この年に大坂の陣が終結し豊臣氏が滅亡、徳川軍の残党狩りから身を隠した山楽の助命嘆願に幸家が一役買ったからである。『本朝画史』によると、豊臣恩顧と見られ徳川軍から狙われた山楽を松花堂昭乗が石清水八幡宮のある男山滝本坊に匿い、残党狩りから守ったという。しかし京狩野第11代当主狩野永祥が明治2年（1869年）から明治4年（1871年）に記した『京狩野家資料』の中の史料『御用留（四）』では、幸家が江戸幕府2代将軍徳川秀忠に山楽の助命嘆願を働きかけたと書かれている。姑・江が秀忠の正室として再嫁したことから、幸家は御台所の婿という姻戚関係となり、朝廷と幕府の仲介役としても貴重な存在となる。この関係を活かし完子と共に江に山楽の助命嘆願を依頼、江から伝えられた秀忠が願いを叶えたことで山楽は救われた。
大坂城落城後、豊臣方の残党として嫌疑をかけられるが、前述の通り昭乗や幸家の尽力もあり、山楽は武士ではなく一画工であるとして、恩赦を受け助命される。ただし、豊臣氏との関係が深いことや狩野家との血縁がないことなどから、江戸幕府の御用を勤めた江戸狩野派と同等の扱いは受けなかった。山楽は狩野本家が江戸へ去った後も京都にとどまり、旧主である浅井家と縁の深い画を書き続けた。また、九条家との繋がりも子孫に代々受け継がれ、明治初期まで続くことになる。

### 近畿で幅広く制作活動を行う
以後山楽は幸家を始め九条家と結びつきが強くなり、元和6年（1620年）に幸家から屏風制作を請け負い（屏風は現存せず）、幸家の2人の娘の嫁ぎ先である東西両本願寺に山楽の絵が伝わり（幸家の長女と次女がそれぞれ東本願寺宣如と西本願寺良如に嫁いだ）、西本願寺の『鷙鳥図屏風』、東本願寺の広間の『松竹・鶴』『夏冬・四季花鳥』・鶴之間の『花鳥』・黒書院の『源氏60帖』、東本願寺別院の大通寺含山軒にある『山水図襖』が作品と伝えられている。秀忠やその他有力者からも注文を請け負うようになった山楽にとって、幸家は命の恩人であると共に、彼と姻戚関係にある人々を通じて仕事を広げてくれた支援者でもあった。
一方、大坂城落城後は駿府の家康に拝謁して赦免、京都に戻った後は秀忠からの仕事も続々と入り、元和4年（1618年）に秀忠が再興した住吉大社神宮寺の東西二塔に壁画を描き（西塔は切幡寺へ移築され壁画が一部現存）、元和7年（1621年）に江が再建した養源院の本堂仏間に唐獅子図を描いた。元和9年（1623年）にも秀忠の依頼で、元和元年に焼失した後に秀忠が再建した四天王寺の聖徳太子絵伝壁画などを制作した。慶長5年の壁画を再度描くことになったが、こちらは現存している。これらの制作がさらに仕事が増える波及効果を生み出し、寛永3年（1626年）に二条城の障壁画制作に参加（後述）、同年に奥平忠隆の書院座敷の絵の制作を叔父の松平忠明が山楽に依頼した書状が現存している。
反面、江戸へ移った狩野派本家（江戸狩野）との関係は弱まり、元和9年に光信の子で本家当主の狩野貞信が早世した際、狩野派の主要人物が貞信の従弟で次期当主の狩野安信を盛り立てる旨の誓約書を作ったが、貞信と安信の大叔父狩野長信、安信の2人の兄狩野探幽・狩野尚信らが署名しているが山楽は署名していないことから、狩野派中枢から外れたことを意味する。また探幽は山楽を煙たがっていたとされ、自分の絵画様式の確立を図った探幽が、永徳の薫陶を受けた山楽を江戸下向の際京都に置き去りにした出来事は事実上の左遷とされる。これが京狩野の始まりだが、狩野派本家との確執も生じ、京狩野は本家が顧みなかった永徳の個性を継承していった。
それでも狩野派との共同制作は続き、寛永3年、3代将軍徳川家光が後水尾天皇の行幸を迎え入れるために造営した二条城の障壁画制作に参加。探幽が狩野派の有力絵師を動員して取り組んだこの事業に際して、山楽の担当は行幸御殿の南側下段の間、二の丸御殿の大広間四の間とされている。行幸御殿に描いた障壁画『陶淵明図』は現存しないが、二の丸御殿大広間四の間の障壁画『松鷹図』は現存している（令和元年（2019年）に『松鷹図』が山楽作と発表された）。寛永4年（1627年）以前と推測される『当麻寺縁起絵巻』の制作にも山雪・探幽・尚信・安信・長信・土佐光則らと共に参加した。
幸家とも秀忠とも関係無い仕事も多く、妙心寺の僧龍岩瑞顕着賛の『柳燕図』『草山水図』『桃花雉子図』、同じく妙心寺の僧単伝士印着賛の『山水図』『薬山射麈中麈図』『南泉指花図』、祥雲寺の海山元珠着賛の『桐峯虎声図』がある。建仁寺塔頭正伝院（現正伝永源院）の襖絵で現在は軸装されている『狩猟図』『禅宗祖師図』は山楽作の可能性があり、ここに住んでいた織田有楽斎の関与が推測される。大覚寺も宸殿の『紅梅図襖』『牡丹図襖』、正寝殿の『山水図襖』『桃竹図襖』『松鷹図襖』など山楽の作品が多数残っている。同じ題を2つ描いた作品もあり、『繋馬図絵馬』（妙法院蔵・海津天神社蔵）・『帝鑑図屏風』（個人蔵・永青文庫蔵）が挙げられる。
晩年は筆力の衰えを隠せず、弟子に代作させることもしばしばであった。山雪は山楽の仕事を手伝っていたとされ、正伝永源院の襖絵と元和9年の四天王寺の壁画は一部山雪が担当した可能性があり、寛永3年の二条城障壁画も助手として高齢の山楽を支えていたことが想定される。寛永8年（1631年）に池田輝政の妹天久院が創建した妙心寺塔頭天球院の障壁画も作者は諸説あり、土居次義は山雪説、山根有三・辻惟雄・山下善也は山楽・山雪合作説を唱えている。さらに同年、輝政の三男で天久院の甥池田忠雄が母督姫の菩提を弔うため創建した知恩院塔頭良正院にも代作説があり、五十嵐は山楽が天球院・良正院の仕事を割り振ったと推測、天球院は山雪に、良正院は次男の狩野伊織に任せたと主張、当初良正院は山楽も担当するはずだったが、前年の寛永7年（1630年）頃から絵筆が取れない状態のため外れたと推測している。
それから4年後の寛永12年（1635年）に死去。長男光教が早世したため、山雪を後継者とした。
探幽らが江戸に移って活動したのに対し、山楽・山雪の系統は京都に留まったため京狩野と称される。永徳様式を最も良く継承しており、大画様式に優れた才能を魅せ、雄大な構図を持つ作品が多い。それらは永徳画に比べると装飾性豊かでゆったりとした構成を取る。こうした方向性は後の絵師たちに強い影響を与え、永納は祖父山楽や父山雪の作風・江戸狩野の作風も取り入れつつも、『本朝画史』で永徳と山楽の画風の繋がりを強調して画風を一変させた探幽を批判、江戸狩野への対抗として永徳からの伝統を継承した京狩野の正当化と流派確立を図った。永納の子で山楽の曾孫狩野永敬と弟子の高田敬輔、および敬輔の画風を学んだ曾我蕭白も永徳の画風を再生し、18世紀の上方は永徳の画風を棄て去った江戸狩野と対照的な道を歩んでいった。

## 代表作
| 作品名                         | 技法           | 形状・員数 | 寸法（縦x横cm）   | 所有者                                 | 年代              | 落款・印章 | 文化財指定 | 備考 |
| ------------------------------ | -------------- | ---------- | ----------------- | -------------------------------------- | ----------------- | ---------- | ---------- | --- |
| 龍虎図屏風                     | 紙本金地著色   | 六曲一双   |                   | 京都・妙心寺（京都国立博物館寄託）     |                   | 無款記     | 重要文化財 | |
| 厳子陵・虎渓三笑図屏風         | 紙本金地著色   | 二曲一双   |                   | 京都・妙心寺（奈良国立博物館寄託）     |                   | 無款記     | 重要文化財 | |
| 文王呂尚・商山四皓図屏風       | 紙本金地著色   | 六曲一双   |                   | 京都・妙心寺（東京国立博物館寄託）     |                   | 無款記     | 重要文化財 | これら屏風は、同じく妙心寺にある海北友松の屏風と一括して、通称「妙心寺屏風」と呼ばれる。一般的な屏風絵と比べて縦に25cm弱ほど大きいのが特徴である。これらは落款がなく、寺伝では友松筆とされていたが、土居次義の研究により山楽筆だと明らかにされた。 |
| 大覚寺宸殿障壁画               |                | 55面       |                   | 京都・大覚寺                           |                   |            | 重要文化財 | 山楽筆とされるのは、宸殿にある金碧画の紅梅図8面（紅梅の間）と牡丹図18面（牡丹の間）、正宸殿にある水墨画の山水図16面（御冠の間）と松鷹図13面（鷹の間）                                                                                              |
| 四季耕作図襖                   | 紙本墨画金泥引 | 襖16面     |                   | ミネアポリス美術館                     |                   |            |            | 元は大覚寺障壁画の一部。綴プロジェクトで制作された高精細複製品が大覚寺に寄贈されている。 |
| 正伝寺方丈障壁画 楼閣山水図    |                |            |                   | 京都・正伝寺                           |                   |            | 重要文化財 | |
| 養源院障壁画                   |                |            |                   | 京都・養源院                           |                   |            | 重要文化財 | |
| 聖徳太子絵伝                   |                | 全17面     |                   | 大阪・四天王寺                         | 元和9年（1623年） |            | 重要文化財 | |
| 鷙鳥図襖絵                     | 紙本墨画       | 六曲一双   |                   | 個人                                   |                   |            | 重要文化財 | |
| 犬追物図屏風                   | 紙本金地著色   | 六曲一双   |                   | 文化庁                                 |                   |            | 重要文化財 | |
| 松鷹図                         | 紙本金地着色   | 46面       |                   | 京都・二条城二の丸御殿                 | 寛永3年（1626年） |            | 重要文化財 | |
| 松図（旧天球院方丈仏壇壁貼付） | 紙本金地着色   | 9面        |                   | 京都国立博物館                         | 寛永8年（1631年） |            | 重要文化財 | |
| 車争図                         | 紙本著色       | 四曲一隻   | 175.7x370.8       | 東京国立博物館                         |                   |            | 重要文化財 | |
| 黄石公張良・虎渓三笑図屏風     | 紙本金地著色   | 六曲一双   | 148.5×352.7（各） | 東京国立博物館                         |                   |            |            | |
| 帝鑑図押絵貼屏風               | 紙本墨画       | 六曲一双   | 129.7x52.1（各）  | 東京国立博物館                         |                   |            |            | |
| 西湖図襖                       |                | 8面        |                   | サントリー美術館                       |                   |            | 重要美術品 | 黒田侯爵家旧蔵 |
| 繋馬図絵馬                     |                | 2面        |                   | 滋賀・海津天神社（京都国立博物館寄託） | 寛永2年（1625年） |            |            | |
| 花鳥図屏風                     | 紙本著色       | 六曲一双   | 164.5x373.3（各） | フリーア美術館                         |                   |            |            | |
| 牧場図屏風                     |                | 六曲一双   |                   | ギリシャ国立コルフ・アジア美術館       | 元和年間          |            |            | |
| 羯鼓催花図屏風                 | 紙本金地著色   | 六曲一双   | 159.1x357.6（各） | ボストン美術館                         |                   |            |            | 伝狩野山楽 |
| 二十四孝図屏風                 | 紙本金地墨画   | 六曲一隻   | 150.6x360.8       | ボストン美術館                         |                   |            |            | |
| 藤原惺窩図                     |                |            | 17.5x14.1         | 冷泉家時雨亭文庫                       |                   |            |            | 林羅山賛。下冷泉家にとって非常に重要な遺品を集めた手鑑の中の1図。 |

## 家族
- 長女：竹（1601年 - 1662年） - 狩野山雪室[72][73]
- 長男：狩野光教（生没年不詳）
- 次男：狩野伊織（生没年不詳）
- 養子：狩野山雪（1590年 - 1651年）
  - 孫：狩野永納（1631年 - 1697年） - 山雪と竹の息子

なお、380年の間謎とされてきた山楽の息子狩野伊織（山益・三益）であるが、五十嵐公一の調査により三益の名で良正院本堂（重要文化財）の襖絵を描いていた事が判明した。福岡市美術館所蔵の源氏物語屏風（蟻通・伊勢の海屏風）に狩野伊織と署名、山益の落款と画風の一致より同一人物であることが確定した。更に門脇むつみ・山下善也の調査で伊織の作品が3点見つかり、大阪市立美術館に『花卉禽獣図押絵貼屏風』、山形美術館に『遊楽図貼交屏風』、個人蔵に『人物花鳥山水図押絵貼屏風』があること、伊織に光員・信吉の別名があったことも判明した。山下は山楽の家族構成も言及、光教と伊織は竹の弟で山雪の義弟と特定した。

## 弟子
弟子は狩野山雪・狩野伊織の他に狩野山卜、狩野三甫がいた。山卜は俗称を権之助、名を良次、号を不及子と称し、東寺の塔頭・観智院に住んで隠逸生活を送ったという。作品は宝永3年（1706年）に描いた勧修寺縁起絵巻、17世紀後半から18世紀前半に描いたとされる竹兎図がある。三甫は武者絵が得意とされ、浮世又兵衛（岩佐又兵衛）・後藤左兵衛という画家と共に大坂の陣の頃に知れ渡っていたと、延宝3年（1675年）に黒川道祐が出した随筆『遠碧軒記』の記事に載っているが詳細は不明。